# Saint-Pierre-Bois

Saint-Pierre-Bois este o comună în departamentul Bas-Rhin, Franța. În 1 ianuarie 2022 avea o populație de 776 de locuitori.